# Тринити тест
Тринити (енгл. Trinity) је био кодни назив за прву детонацију нуклеарног оружја. Тест је спровела Војска Сједињених Држава у 5:29 ујутру по планинском ратном времену (11:29:21 GMT) 16. јула 1945, као део пројекта Менхетн. Тестирана је имплозиона плутонијумска бомба, или "геџет" – истог дизајна као бомба Дебељко која је касније бачена на Нагасаки, у Јапану, 9. августа 1945. Забринутост око тога да ли ће сложени дизајн Дебељка функционисати довела је до одлуке да се спроведе први нуклеарни тест. Кодно име "Тринити" доделио је Роберт Опенхајмер, директор лабораторија у Лос Аламосу, могуће инспирисан поезијом Џона Дона.
Тест, који је планирао и водио Кенет Бејнбриџ, спроведен је у пустињи Хорнада дел Муерто око 35 mi (56 km) југоисточно од Сокора, Нови Мексико, на тадашњем полигону за бомбардовање и гађање Аламогордо (преименованом у полигон Вајт Сендс непосредно пре теста). Једине структуре у непосредној близини биле су ранч Мекдоналд и његове помоћне зграде, које су научници користили као лабораторију за тестирање компоненти бомбе. Страх од неуспеха подстакао је изградњу "Џамба", челичног контејнера за задржавање који би могао да садржи плутонијум, омогућавајући његово поновно добијање; међутим, Џамбо на крају није коришћен у тесту. Дана 7. маја 1945. године, изведена је проба током које је детонирано 108 short tons (98 t) високог експлозива са радиоактивним изотопима.
Око 425 људи било је присутно током викенда теста Тринити. Поред Бејнбриџа и Опенхајмера, посматрачи су били Ваневар Буш, Џејмс Чедвик, Џејмс Б. Конант, Томас Фарел, Енрико Ферми, Ханс Бете, Ричард Фајнман, Исидор Ајзак Раби, Лезли Гроувс, Френк Опенхајмер, Џефри Тејлор, Ричард Толман, Едвард Телер и Џон фон Нојман. Бомба Тринити ослободила је експлозивну енергију од 25 kt (100 TJ) ± 2 kt (8,4 TJ) и велики облак радиоактивних падавина. Хиљаде људи живело је ближе тесту него што би било дозвољено према смерницама усвојеним за наредне тестове, али нико ко је живео у близини теста није био евакуисан ни пре ни после.
Место теста проглашено је Националним историјским обележјем 1965. године и уписано у Национални регистар историјских места следеће године.

## Позадина
Стварање нуклеарног оружја проистекло је из научних и политичких дешавања 1930-их. Током те деценије дошло је до многих нових открића о природи атома, укључујући постојање нуклеарне фисије. Истовремени успон фашистичких влада у Европи довео је до страха од немачког пројекта нуклеарног наоружања, посебно међу научницима који су били избеглице из нацистичке Немачке и других фашистичких земаља. Када су њихови прорачуни показали да су нуклеарна оружја теоретски изводљива, британска и америчка влада подржале су свеобухватан напор да се она направе. Ови напори су пренети под надлежност Војске САД у јуну 1942. и постали су Пројекат Менхетн. Бригадни генерал Лезли Гроувс именован је за његовог директора у септембру. Део пројекта који се бавио развојем оружја налазио се у лабораторија у Лос Аламосу у северном Новом Мексику, под руководством физичара Џ. Роберта Опенхајмера. Универзитет у Чикагу, Универзитет Колумбија и Радијациона лабораторија на Универзитету Калифорније, Беркли, спроводили су друге развојне послове.
Научници пројекта Менхетн идентификовали су два фисилна изотопа за потенцијалну употребу у бомбама: уранијум-235 и плутонијум-239. Уранијум-235 постао је основа дизајна бомбе Малишан, која је први пут употребљена (без претходног тестирања) у бомбардовање Хирошиме; дизајн коришћен у тесту Тринити, и на крају у бомбардовање Нагасакија (Дебељко), био је заснован на плутонијуму. Првобитни дизајн разматран за оружје засновано на плутонијуму-239 био је Танки човек, у којем би (као у бомби Малишан) две субкритичне масе фисилног материјала биле брзо спојене да формирају једну критичну масу. Плутонијум је синтетички елемент са компликованим својствима о којима се у почетку мало знало, јер је до 1944. био произведен само у циклотронима у веома чистим микрограмским количинама, док би за оружје били потребни килограми произведени у реактору. У априлу 1944, физичар из Лос Аламоса Емилио Сегре открио је да плутонијум произведен у реактору X-10 у Клинтон инжењерским радовима садржи плутонијум-240 као нечистоћу. Плутонијум-240 пролази кроз спонтану фисију хиљадама пута брже од плутонијума-239, а додатни неутрони који се притом ослобађају учинили су вероватним да би плутонијум у оружју топовског типа детонирао прерано након формирања критичне масе, производећи "физл"—нуклеарна експлозија много пута мања од пуне експлозије. Дизајн Танког човека стога не би функционисао.
Научници пројекта су се тада окренули технички тежем дизајну имплозије. У септембру 1943, математичар Џон фон Нојман предложио је да се фисилно "језгро" окружи са два различита висока експлозива који производе ударне таласе различитих брзина. Наизменично постављање брже и спорије горећих експлозива у пажљиво прорачунатој конфигурацији произвело би компресивни талас приликом њихове симултане детонације. Ово  "експлозивно сочиво" фокусирало би ударне таласе унутра са довољном силом да брзо компримује чврсто плутонијумско језгро на неколико пута већу густину од првобитне. Повећање густине учинило би да језгро – претходно субкритично – постане суперкритично. Истовремено, ударни талас би активирао мали неутронски извор у центру језгра, чиме би се осигурало да ће ланчана реакција започети одмах у тренутку компресије. Такав компликован дизајн захтевао је значајна истраживања и експериментисање у инжењерству и хидродинамици, а у августу 1944. цела лабораторија у Лос Аламосу је реорганизована да се фокусира на овај рад.

## Припрема

### Одлука
Идеја о тестирању имплозионог уређаја појавила се у дискусијама у Лос Аламосу у јануару 1944. и привукла довољно подршке да Опенхајмер приступи Гроувсу. Гроувс је дао одобрење, али је имао забринутости. Пројекат Менхетн је потрошио много новца и труда да произведе плутонијум, и желео је да зна да ли ће постојати начин да се он поврати. Управни одбор лабораторије је тада наложио Норман Ремзи да истражи како би се то могло урадити. У фебруару 1944, Ремзи је предложио тест мањег обима у којем би експлозија била ограничена смањењем броја генерација ланчаних реакција, и да се то одржи унутар запечаћеног контејнера из којег би се плутонијум могао повратити. Средства за генерисање такве контролисане реакције била су неизвесна, а добијени подаци не би били толико корисни као они из експлозије у пуном обиму. Опенхајмер је тврдио да бомба "<!--имплозиони геџет -->мора бити тестирана у опсегу где је ослобађање енергије упоредиво са оним предвиђеним за коначну употребу." У марту 1944, добио је Гроувсово привремено одобрење за тестирање експлозије у пуном обиму унутар контејнера, иако је Гроувс и даље био забринут како ће објаснити губитак "милијарду долара вредног" плутонијума у случају да тест не успе.

### Кодно име
Порекло кодног имена "Тринити" за тест је непознато, али се често приписује Опенхајмеру као референца на поезију Џона Дона, која се заузврат односи на хришћанско веровање у Тројство. Године 1962, Гроувс је писао Опенхајмеру о пореклу имена, питајући да ли га је изабрао зато што је то уобичајено име за реке и врхове на Западу и не би привлачило пажњу, и добио овај одговор:
Ја сам га предложио, али не из тог разлога Зашто сам изабрао име није јасно, али знам какве су ми мисли биле у глави. Постоји песма Џона Дона, написана непосредно пред његову смрт, коју знам и волим. Из ње цитат: "Као Запад и Исток / На свим равним мапама – а ја сам једна од њих – су једно, / Тако смрт додирује Васкрсење." То и даље не чини Тројство, али у другој, познатијој побожној песми Дон почиње: "Скрши ми срце, тролични Боже."

### Организација
У марту 1944, планирање теста додељено је Кенету Бејнбриџу, професору физике на Универзитету Харвард, који је радио под стручњаком за експлозиве Џорџом Кистијаковским. Бејнбриџова група била је позната као Група Е-9 (Развој експлозива). Стенли Кершо, бивши члан Националног савета за безбедност, био је одговоран за безбедност. Капетан Самјуел П. Давалос, помоћник инжењера у Лос Аламосу, био је задужен за изградњу. Први поручник Харолд Ц. Буш постао је командант базног кампа у Тринитију. Научници Вилијам Пени, Виктор Вајскопф и Филип Мун били су консултанти. На крају је формирано седам подгрупа:
- ТР-1 (Услуге) под Џоном Х. Вилијамсом
- ТР-2 (Удар и експлозија) под Џоном Х. Менлијем
- ТР-3 (Мерења) под Робертом Р. Вилсоном
- ТР-4 (Метеорологија) под Џ. М. Хабардом
- ТР-5 (Спектрографска и фотографска) под Џулијаном Е. Меком
- ТР-6 (Мерења из ваздуха) под Бернардом Валдманом
- ТР-7 (Медицинска) под Луисом Х. Хемпелманом

Група Е-9 је преименована у Групу Х-2 (Развој, инжењеринг и тестови) у реорганизацији у августу 1944.

### Место теста
Безбедност и сигурност захтевале су удаљено, изоловано и ненасељено подручје. Научници су такође желели равну површину да би се минимизирали секундарни ефекти експлозије, и са мало ветра како би се спречило ширење радиоактивних падавина. Разматрано је осам кандидатских локација: долина Тулароса; долина Хорнада дел Муерто; подручје југозападно од Кубе, Нови Мексико, и северно од Тороа; и лавичне равнице Националног споменика Ел Малпаис, све у Новом Мексику; долина Сан Луис у близини Националног споменика Велике пешчане дине у Колораду; Пустињски центар за обуку и острво Сан Николас у јужној Калифорнији; и пешчане обале острва Падре, Тексас. Локације су прегледали аутомобилом и из ваздуха Бејнбриџ, Р. В. Хендерсон, мајор В. А. Стивенс и мајор Пир де Силва. Коначно изабрана локација, након консултација са генерал-мајором Узалом Ентом, командантом Друге ваздухопловне снаге 7. септембра 1944, налазила се на северном крају полигона за бомбардовање Аламогордо, у округу Сокоро близу градова Каризозо и Сан Антонио (33° 40.636′ N 106° 28.525′ W / 33.677267° С; 106.475417° З). Полигон за бомбардовање Аламогордо преименован је у полигон Вајт Сендс 9. јула 1945, недељу дана пре теста. Упркос критеријуму да локација буде изолована, скоро пола милиона људи живело је у кругу од 150 mi (240 km) од места теста; убрзо након теста Тринити, главни медицински официр пројекта Менхетн, пуковник Стафорд Л. Ворен, препоручио је да се будући тестови спроводе најмање 150 миља од насељених подручја.
Једине структуре у близини биле су ранч Мекдоналд и његове помоћне зграде, око 2 mi (3,2 km) југоисточно. Као и остатак полигона Аламогордо, влада га је откупила 1942. године. Патентирано земљиште је експроприсано и право на испашу је суспендовано. Научници су ово користили као лабораторију за тестирање компоненти бомбе. Бејнбриџ и Давалос су направили планове за базни камп са смештајем и објектима за 160 људи, заједно са техничком инфраструктуром за подршку тесту. Грађевинска фирма из Лабока, Тексас, изградила је бараке, официрске просторије, мензу и друге основне објекте. Захтеви су се проширили и до јула 1945. на месту теста Тринити радило је 250 људи. Током викенда теста, било их је присутно 425.
 Бушова дванаесточлана јединица војне полиције стигла је на локацију из Лос Аламоса 30. децембра 1944. Ова јединица је успоставила почетне контролне пунктове и коњичке патроле. Удаљености око локације показале су се превеликим за коње, па су они пренамењени за играње пола, а војна полиција је користила џипове и камионе за транспорт. Одржавање морала међу људима који су радили дуге сате у тешким условима, уз опасне гмизавце и инсекте, био је изазов. Буш се трудио да побољша храну и смештај и да обезбеди организоване игре и ноћне филмове.
Током 1945, друго особље је стизало на Место Тринити да помогне у припреми за тест бомбе. Покушали су да користе воду из бунара на ранчу, али су открили да је вода толико алкална да није за пиће. Били су приморани да користе морнарички сапун за слану воду и допремали су пијаћу воду из ватрогасне станице у Сокору. Бензин и дизел куповани су у фабрици Standard Oil тамо. Свежа вода је допремана камионима, 700 US gal (2.600 l; 580 imp gal) по товари, са удаљености од 40 mi (64 km). Војно и цивилно грађевинско особље изградило је складишта, радионице, магацин и продавницу. Индустријски колосек у Поупу, Нови Мексико, унапређен је додавањем платформе за истовар. Путеви су изграђени, а постављено је 200 mi (320 km) телефонског кабла. Струју су обезбеђивали преносиви генератори. Склониште за заштиту посматрача теста било је најскупље за изградњу.
Због близине полигона за бомбардовање, базни камп је случајно бомбардован два пута у мају. Када је водећи авион у ноћној вежби случајно искључио генератор или на други начин угасио светла која су осветљавала њихову мету, кренули су у потрагу за светлима, и пошто нису били обавештени о присуству базног кампа Тринити, а он је био осветљен, бомбардовали су га. Случајно бомбардовање оштетило је штале и столарску радионицу, а дошло је и до мањег пожара.

### Џамбо
Одговорност за дизајн контејнера за задржавање неуспешне експлозије, познатог као "Џамбо", додељена је Роберту В. Хендерсону и Роју В. Карлсону из Секције Х-2А лабораторије у Лос Аламосу. Бомба би била смештена у срце Џамба, и ако би детонација бомбе била неуспешна, зидови Џамба не би били пробијени, што би омогућило повраћај плутонијума из бомбе. Ханс Бете, Виктор Вајскопф и Џозеф О. Хиршфелдер направили су почетне прорачуне, након чега је уследила детаљнија анализа Хендерсона и Карлсона. Они су израдили спецификације за челичну сферу пречника 13 to 15 ft (3,96 to 4,57 m), тешку 150 short tons (140 t) и способну да издржи притисак од 50.000 psi (340.000 kPa). Након консултација са челичанама и железницом, Карлсон је произвео умањени цилиндрични дизајн који би био много лакши за производњу. Карлсон је идентификовао компанију која је иначе правила котлове за морнарицу, Babcock & Wilcox; они су направили нешто слично и били су спремни да покушају производњу.
Као што је испоручен у мају 1945, Џамбо је био пречника 10 ft (3,05 m) и дугачак 25 ft (7,62 m) са зидовима дебљине 14 in (356 mm), и тежио је 214 short tons (191 long tons; 194 t). Посебан воз га је довезао из фабрике Babcock & Wilcox у Барбертону, Охајо, до колосека у Поупу, где је натоварен на велику приколицу и вучен 25 mi (40 km) преко пустиње гусеничарским тракторима. У то време, то је био најтежи предмет икада транспортован железницом.
 За многе научнике из Лос Аламоса, Џамбо је био "физичка манифестација најниже тачке у надама лабораторије за успех имплозионе бомбе." До тренутка када је стигао, реактори у Ханфорду су производили плутонијум у великим количинама, а Опенхајмер је био уверен да ће га бити довољно за други тест. Употреба Џамба би ометала прикупљање података о експлозији, што је био примарни циљ теста. Експлозија јача од 500 tons of TNT (2.100 GJ) би испарила челик и отежала мерење термалних ефеката. Чак и 100 tons of TNT (420 GJ) би послало фрагменте унаоколо, представљајући опасност за особље и мерну опрему. Стога је одлучено да се не користи. Уместо тога, подигнут је на челични торањ 800 yd (732 m) од експлозије, где би се могао користити за наредни тест. На крају, Џамбо је преживео експлозију, иако његов торањ није.
Џамбо је уништен 16. априла 1946, када је тим војне технике детонирао осам бомби од 500 фунти у дну челичног контејнера. Џамбо, са својим челичним прстеновима око средине, био је дизајниран да задржи 5.000 фунти високог експлозива у атомској бомби док је била суспендована у центру посуде. Са конвенционалним бомбама постављеним на дну Џамба, резултујућа експлозија послала је фрагменте у свим правцима до три четвртине миље. Ко је одобрио уништење Џамба остаје контроверзно. Зарђали костур Џамба налази се на паркингу на месту Тринити на ракетном полигону Вајт Сендс, где је премештен 1979. године.
Развојни тим је такође разматрао и друге методе за повраћај активног материјала у случају неуспешне експлозије. Једна идеја је била да се прекрије конусом песка. Друга је била да се бомба суспендује у резервоару са водом. Као и са Џамбом, одлучено је да се не настави са овим средствима задржавања. Група ЦМ-10 (Хемија и металургија) у Лос Аламосу такође је проучавала како би се активни материјал могао хемијски повратити након задржане или неуспешне експлозије.

### Тест од 100 тона
Пошто би постојала само једна прилика да се тест изведе исправно, Бејнбриџ је одлучио да се изведе проба како би се планови и процедуре верификовали, а инструментација тестирала и калибрисала. Опенхајмер је у почетку био скептичан, али је дао дозволу, и касније се сложио да је то допринело успеху теста Тринити. Дрвена платформа висока 20 ft-high (6 m) изграђена је 800 yd (730 m) југоисточно од нулте тачке Тринитија. Високи експлозив је наслаган у својим дрвеним транспортним кутијама у облику псеудо-октагоналне призме на њој. Пуњење се састојало од 8.975 short tons (8.142 t) тона ТНТ-а и 1.491 short tons (1.353 t) тона Композиција Б (са укупном експлозивном снагом од приближно 108 tons of TNT (450 GJ)), заправо неколико тона више од наведених "100 тона". Кистијаковски је уверио Бејнбриџа да коришћени експлозиви нису подложни удару. Ово се показало тачним када су неке кутије пале са лифта док су их подизали на платформу. Флексибилна цев је провучена кроз гомилу кутија са експлозивом. Радиоактивни узорак из Ханфорда са 1.000 Ci (37 TBq) бета зрачења и 400 Ci (15 TBq) гама зрачења је растворен, а Хемпелман је сипао раствор у цев. Тест је био заказан за 5. мај, али је одложен за два дана како би се инсталирала додатна опрема. Захтеви за даља одлагања морали су бити одбијени јер би утицали на распоред главног теста. Време детонације је одређено за 04:00 по планинском ратном времену (MWT), 7. маја, али је дошло до кашњења од 37 минута како би се осматрачки авион, Боинг B-29 Супертврђава из 216. базне јединице ваздухопловних снага којим је управљао мајор Клајд "Стен" Шилдс, довео у позицију.
Ватрена кугла конвенционалне експлозије била је видљива са ваздухопловне базе Аламогордо удаљене 60 mi (100 km), али је у базном кампу удаљеном 10 mi (16 km) било мало удара. Шилдс је мислио да експлозија изгледа "прелепо", али се једва осетила на 15.000 ft (4.600 m). Херберт Л. Андерсон је вежбао коришћење преправљеног тенка М4 Шерман обложеног оловом да би се приближио кратеру дубоком 5 ft-deep (1,5 m) и широком 30 ft-wide (9 m) и узео узорак тла, иако је радиоактивност била довољно ниска да омогући неколико сати незаштићеног излагања. Електрични сигнал непознатог порекла изазвао је експлозију 0,25 секунди раније, уништавајући експерименте који су захтевали прецизно време. Пиезоелектрични мерачи које је развио Андерсонов тим тачно су показали експлозију од 108 тона ТНТ-а, али су ваздушни кондензаторски мерачи Луиса Алвареза и Валдмана били далеко мање прецизни.
Поред откривања научних и технолошких проблема, пробни тест је открио и практичне проблеме. За пробни тест је коришћено преко 100 возила, али се схватило да ће за главни тест бити потребно више, и да ће им бити потребни бољи путеви и објекти за поправку. Било је потребно више радија и више телефонских линија. Линије су морале бити укопане да би се спречила оштећења од возила. Инсталиран је телепринтер да би се омогућила боља комуникација са Лос Аламосом. Изграђена је градска већница за велике конференције и брифинге, а менза је морала бити унапређена. Пошто је прашина коју су подизала возила ометала неке од инструмената, 20 mi (32 km) пута је асфалтирано.

### Бомба
Термин "геџет"—лабораторијски еуфемизам за бомбу—дао је назив одељењу за физику оружја лабораторије, "Г одељење", у августу 1944. У то време није се односио конкретно на уређај за тест Тринити, јер он још није био развијен, али када јесте, постао је лабораторијски кодни назив. Бомба Тринити је званично била уређај Y-1561, као и Дебељко касније коришћен у бомбардовању Нагасакија. Ове две бомбе биле су веома сличне, иако бомби Тринити недостајали су упаљачи и спољашње балистичко кућиште. Бомбе су још увек биле у развоју, и мале промене су настављене на дизајну Дебељка. Да би се дизајн одржао што једноставнијим, изабрано је скоро чврсто сферно језгро уместо шупљег, иако су прорачуни показали да би шупље језгро било ефикасније у коришћењу плутонијума. Језгро је компримовано до тренутне супер-критичности имплозијом коју су генерисала високоексплозивна сочива. Овај дизајн постао је познат као "Кристијево језгро"> или "Кристијева јама" по физичару Роберту Ф. Кристију, који је остварио дизајн чврстог језгра након што га је првобитно предложио Едвард Телер. Од неколико алотропија плутонијума, металурзи су преферирали ковну δ (делта) фазу. Ова је стабилизована на собној температури легирањем са 5% галијума. Две једнаке хемисфере легуре плутонијум-галијум су посребрене, и означене серијским бројевима ХС-1 и ХС-2. Радиоактивно језгро тешко 619 kg (1.365 lb) генерисало је 15 W топлоте, што га је загрејало на око 100 to 110 °F (38 to 43 °C), а сребрна облога је развила пликове који су морали бити истругани и прекривени златном фолијом; каснија језгра су обложена никлом.
Пробно склапање бомбе, без активних компоненти и експлозивних сочива, извео је тим за склапање бомбе на челу са Норисом Бредберијем у Лос Аламосу 3. јула. Одвезена је до Тринитија и назад. Сет експлозивних сочива стигао је 7. јула, а други сет 10. јула. Сваки су прегледали Бредбери и Кистијаковски, а најбољи су изабрани за употребу. Остатак је предат Едварду Кројцу, који је извео пробну детонацију у кањону Пахарито близу Лос Аламоса без нуклеарног материјала. Магнетна мерења из овог теста сугерисала су да имплозија можда неће бити довољно симултана и да ће бомба отказати. Бете је радио целу ноћ да процени резултате и известио је да су они у складу са савршеном експлозијом. Склапање нуклеарне капсуле почело је 13. јула у кући на ранчу Мекдоналд, где је главна спаваћа соба претворена у чисту собу. Полонијум-берилијумски "Урчин" иницијатор је састављен, и Луис Слотин га је ставио унутар две хемисфере плутонијумског језгра. Сирил Смит је затим ставио језгро у тампер од природног уранијума, или "чеп". Ваздушни процепи су попуњени златном фолијом дебљине 05-mil (0,13 mm), а две половине чепа су спојене уранијумским подлошкама и вијцима који су се глатко уклапали у куполасте крајеве чепа.
Да би се боље разумео вероватни ефекат бомбе бачене из авиона и детониране у ваздуху, и да би се генерисало мање нуклеарних падавина, бомба је требало да буде детонирана на врху челичног торња високог 100 ft (30 m). Бомба је одвезена до подножја торња, где је привремени очни вијак ушрафљен у капсулу тешку 105 lb (48 kg), а ланац дизалице је коришћен за спуштање капсуле у бомбу. Како је капсула улазила у отвор у уранијумском тамперу, заглавила се. Роберт Бахер је схватио да је топлота из плутонијумског језгра изазвала ширење капсуле, док се склоп експлозива са тампером охладио током ноћи у пустињи. Остављањем капсуле у контакту са тампером, температуре су се изједначиле и, за неколико минута, капсула је потпуно уклизала у тампер. Очни вијак је затим уклоњен из капсуле и замењен навојним уранијумским чепом, борна плоча је постављена на врх капсуле (да би се употпунила танка сферна шкољка од пластичног бора око тампера), алуминијумски чеп је ушрафљен у отвор у потискивачу (алуминијумска шкољка која окружује тампер), и инсталирана су преостала два високоексплозивна сочива. Коначно, горња Дурал поларна капа је причвршћена вијцима. Склапање активног материјала и високог експлозива завршено је у 17:45 сати 13. јула.
Четири ноге торња за тест почивале су на бетонским темељима који су се пружали 20 ft (6,1 m) у земљу; на његовом врху, храстова платформа формирала је под бараке од таласастог лима отворене према западу. Геџет је подигнут уз торањ електричним витлом. Испод је стављен камион пун душека у случају да се кабл покине и геџет падне. Посада је затим причврстила сваки од 32 Модела 1773 ЕБЖ детонатора. Комплетно склапање бомбе завршено је до 17:00 14. јула. Седмочлана екипа за наоружавање, коју су чинили Бејнбриџ, Кистијаковски, Џозеф МекКибен и четири војника укључујући поручника Буша, одвезла се до торња да изврши коначно наоружавање нешто после 22:00 15. јула.

### Особље
У последње две недеље пре теста, око 250 чланова особља из Лос Аламоса радило је на Месту Тринити, а команда поручника Буша нарасла је на 125 људи који су чували и одржавали базни камп. Још 160 људи под мајором Т.О. Палмером било је стационирано изван подручја са возилима за евакуацију цивилног становништва у околном региону уколико се то покаже неопходним. Имали су довољно возила да преселе 450 људи на сигурно и имали су хране и залиха за два дана. Договорено је да ваздухопловна база Аламогордо обезбеди смештај. Гроувс је упозорио гувернера Новог Мексика Џон Џ. Демпси да ће можда морати да се прогласи ванредно стање у југозападном делу државе. Склоништа су успостављена 10.000 yd (9.100 m) северно, западно и јужно од торња, свако са својим шефом: Роберт Вилсон на Н-10.000, Џон Менли на В-10.000 и Френк Опенхајмер на С-10.000. Многи други посматрачи били су удаљени око 20 mi (32 km), а неки други су били расути на различитим удаљеностима, неки у неформалнијим ситуацијама. Ричард Фајнман је тврдио да је једина особа која је видела експлозију без заштитних наочара, ослањајући се на ветробранско стакло камиона да заштити од штетних ултраљубичастих таласних дужина. Бејнбриџ је замолио Гроувса да своју ВИП листу сведе на десет. Изабрао је себе, Опенхајмера, Ричарда Толмана, Ваневара Буша, Џејмса Конанта, бригадног генерала Томаса Ф. Фарела, Чарлса Лауритсена, Исидора Ајзака Рабија, сер Џефрија Тејлора и сер Џејмса Чедвика. ВИП особе су посматрале тест са брда Компанија (такође названог брдо Компања или Серо де ла Колорадо), око 20 mi (32 km) северозападно од торња.
Фотографски филм је постављен у оближњим градовима да детектује радиоактивну контаминацију, а сеизмографи су постављени у Тусону, Денверу и Чивави, Мексико, да би се утврдило колико далеко се експлозија може осетити. Прорачуни су наводили да чак и ако механички и електрички системи не откажу, вероватноћа неоптималног теста била је већа од 10%. Посматрачи су организовали кладионицу на резултате теста. Телер је био најоптимистичнији, предвиђајући 45 kt (190 TJ). Носио је рукавице да заштити руке и наочаре за сунце испод заваривачких наочара које је влада свима обезбедила. Био је један од ретких научника који је посматрао тест (са заштитом за очи), уместо да следи наређења да лежи на земљи окренут леђима. Такође је донео крему за сунчање, коју је поделио са другима. Ремзи је изабрао нулу (потпуни промашај), Роберт Опенхајмер је изабрао 03 kt (13 TJ), Кистијаковски 14 kt (59 TJ), а Бете 8 kt (33 TJ). Раби, који је последњи стигао, узео је једини преостали избор – 18 kt (75 TJ), што се испоставило као победнички. Бете је касније изјавио да је његов избор од 8 кт био тачно вредност коју је израчунао Сегре, и да га је утицај Сегреовог ауторитета надмашио утицај млађег [али неименованог] члана Сегреове групе који је израчунао 20 кт. Енрико Ферми је понудио да прима опкладе међу врхунским физичарима и војним лицима о томе да ли ће се атмосфера запалити, и ако се то деси, да ли ће уништити само државу или спалити целу планету. Овај последњи резултат је претходно Бете израчунао као готово немогућ, иако је неко време изазивао нелагоду код неких научника. Бејнбриџ је био бесан на Фермија што је плашио стражаре, од којих су неки тражили да буду ослобођени дужности; његов највећи страх био је да се ништа неће десити, у ком случају би морао да се врати у торањ да истражи.

## Експлозија

### Детонација
Научници су желели добру видљивост, ниску влажност, слабе ветрове на ниској висини и западне ветрове на великој висини за тест. Најбоље време је било предвиђено између 18. и 21. јула, али Потсдамска конференција је требало да почне 16. јула, а председник Хари Труман је желео да се тест спроведе пре почетка конференције. Стога је заказан за 16. јул, најранији датум када ће компоненте бомбе бити доступне.
Детонација је првобитно планирана за 04:00 MWT, али је одложена због кише и муња од раног јутра. Бојало се да ће опасност од радијације и падавина бити повећана кишом, а муње су бринуле научнике због преране детонације, као што се десило са моделом електричног система. Кључни повољан временски извештај стигао је у 04:45, а последње двадесетоминутно одбројавање почело је у 05:10, које је читао Самјуел Алисон. Ракета је лансирана у 5:25 да сигнализира пет минута пре детонације; друга ракета је испаљена у 5:29. У 5:29:15, прекидач у контролном бункеру покренуо је тајмер за детонацију. До 05:30 киша је престала. Било је неких проблема са комуникацијом: краткоталасна радио фреквенција за комуникацију са B-29 авионима била је дељена са Гласом Америке, а ФМ радио станице су делиле фреквенцију са железничким теретним двориштем у Сан Антонију, Тексас.
Два кружећа B-29 авиона су посматрала тест, а Шилдс је поново управљао водећим авионом. Они су превозили чланове Пројекат Алберта који би вршили мерења из ваздуха током мисија атомског бомбардовања изнад Јапана. Међу њима су били Капетан Дик Парсонс, помоћник директора лабораторије у Лос Аламосу и шеф пројекта Алберта; Луис Алварез, Харолд Агњу, Бернард Валдман, Волфганг Панофски и Вилијам Пени. Облачно небо им је заклонило поглед на место теста. У 05:29:21 MWT (11:29:21 GMT) ± 15 секунди, уређај је експлодирао са енергијом еквивалентном 248 ± 2 kt (1.037,6 ± 8,4 TJ). Пустињски песак, углавном састављен од силицијум-диоксида, отопио се и постао благо радиоактивно светло зелено стакло, које је названо тринитит. Експлозија је створила кратер дубок приближно 47 ft (14 m) и широк 88 yd (80 m). Полупречник слоја тринитита био је приближно 330 yd (300 m). Торањ висок 100 стопа потпуно је испарио. У тренутку детонације, околне планине су биле осветљене "светлије од дана" на једну до две секунде, а топлота је у базном кампу описана као "врела као пећ". Боје осветљења су се мењале од љубичасте, преко зелене до беле. Тутњава ударног таласа трајала је 40 секунди да стигне до посматрача. Осетила се на удаљености већој од 100 mi (160 km), а печуркасти облак је достигао висину од 75 mi (121 km).
Многи посматрачи су се сећали свог запрепашћења светлошћу експлозије. Конант је написао: "Огромност светлости и њена дужина су ме потпуно запањили". Лоренс, удаљен 27 mi (43 km), написао је да је био "обавијен топлом, сјајном жуто-белом светлошћу—из таме у сјајно сунце у трену". Ралф Карлајл Смит, посматрајући са брда Компанија, написао је:
Гледао сам право испред себе са отвореним левим оком прекривеним заваривачким стаклом, док ми је десно око остало отворено и непокривено. Одједном, моје десно око је било заслепљено светлошћу која се појавила тренутно свуда около без икаквог нагомилавања интензитета. Моје лево око је могло да види ватрену куглу како се диже као огроман мехур или печуркасти облик. Готово одмах сам спустио стакло са левог ока и гледао како се светлост пење навише. Интензитет светлости је брзо опадао, стога није заслепио моје лево око, али је и даље био невероватно светао. Постао је жут, затим црвен, а онда прелепо љубичаст. У почетку је имао прозиран карактер, али је убрзо прешао у обојени или бели дим. Ватрена кугла је изгледала као да се диже у облику печурке. Касније је стуб наставио као цилиндар белог дима; изгледало је да се креће тешко. Пробијена је рупа кроз облаке, али су се два прстена магле појавила знатно изнад стуба белог дима. Зачуо се спонтани аплауз посматрача. Др фон Нојман је рекао: "то је било најмање 5.000 тона, а вероватно и много више."
 Једина жена члан особља званично позвана да гледа тест била је Мери Арго, али Џоан Хинтон се ушуњала:
Било је као да си на дну океана светлости. Били смо окупани њоме из свих праваца. Светлост се повукла у бомбу као да ју је бомба усисала. Онда је постала љубичаста и плава и ишла је све више и више. Још увек смо говорили шапатом када је облак достигао ниво где га је обасјала излазећа сунчева светлост, па је рашчистио природне облаке. Видели смо облак који је био таман и црвен на дну и осветљен дневном светлошћу на врху. Онда је одједном звук стигао до нас. Био је веома оштар и тутњао је, а све планине су тутњале са њим. Одједном смо почели да говоримо наглас и осећали се изложеним целом свету.
У свом званичном извештају о тесту, Томас Фарел (који је првобитно узвикнуо: "Дугајлије су им допустиле да им се отме!") написао је:
Светлосни ефекти пркосе опису. Цела земља је била осветљена продорном светлошћу интензитета много пута већег од подневног сунца. Била је златна, љубичаста, виолетна, сива и плава. Осветлила је сваки врх, пукотину и гребен оближњег планинског венца са јасноћом и лепотом која се не може описати, већ се мора видети да би се замислила
Вилијам Л. Лоренс из The New York Times био је привремено пребачен у пројекат Менхетн на Гроувсов захтев почетком 1945. Гроувс је организовао да Лоренс присуствује значајним догађајима, укључујући Тринити и атомско бомбардовање Јапана. Лоренс је писао саопштења за штампу уз помоћ особља за односе с јавношћу пројекта Менхетн. Касније се присећао:
Гласан крик испунио је ваздух. Мале групе које су до тада стајале укорењене у земљи као пустињске биљке, почеле су да плешу, ритмом примитивног човека који плеше на једном од својих ватрених фестивала при доласку пролећа.
Након што је прошла почетна еуфорија сведочења експлозији, Бејнбриџ је рекао Опенхајмеру: "Сада смо сви ми кучкини синови." Раби је приметио Опенхајмерову реакцију: "Никада нећу заборавити његов ход"; Раби се присетио, "Никада нећу заборавити начин на који је изашао из аута његов ход је био као из Тачно у подне та врста шепурења. Успео је."
Опенхајмер се касније присетио да је, док је сведочио експлозији, помислио на стих из хиндуистичке свете књиге, Бхагавад Гита (XI,12):
| दिवि सूर्यसहस्रस्य भवेद्युगपदुत्थिता। यदि भाः सदृशी सा स्याद्भासस्तस्य महात्मनः।। | Да се сјај хиљаду сунаца одједном распрсне на небу, то би било као сјај моћнога. |
|                                                       |                                                                                  |

 Годинама касније објаснио је да му је тада на памет пао још један стих:
Знали смо да свет неће бити исти. Неколико људи се смејало, неколико је плакало. Већина је ћутала. Сетио сам се стиха из хиндуистичког списа, Бхагавад Гите; Вишну покушава да убеди Принца да треба да изврши своју дужност и, да би га импресионирао, поприма свој вишеоружани облик и каже: 'Сада сам постао Смрт, уништитељ светова.' Претпостављам да смо сви то мислили, на овај или онај начин.
Џон Р. Луго је летео транспортним авионом америчке морнарице на висини од 10.000 ft (3.000 m), 30 mi (48 km) источно од Албукеркија, на путу ка западној обали. "Мој први утисак је био, као, да сунце излази на југу. Каква ватрена кугла! Било је тако светло да је осветлило кокпит авиона." Луго је радиом позвао Албукерки. Није добио објашњење за експлозију, али му је речено: "Не лети на југ."
- Нулта тачка после теста
- Експлозија Тринити, 25 ms након детонације. Највиша тачка посматране хемисфере ватрене кугле на овој слици је око 200 m (660 ft) висока.
- Ваздушна фотографија кратера Тринити убрзо после теста[е]

### Инструментација и мерења
Т (Теоријско) одељење у Лос Аламосу предвидело је снагу између 5 and 10 kt (21 and 42 TJ). Одмах након експлозије, два оловом обложена тенка М4 Шерман кренула су ка кратеру. Радиохемијска анализа узорака тла које су прикупили показала је да је укупна снага (или ослобођена енергија) била око 186 kt (780 TJ). Ова метода се показала као најтачнији начин одређивања ефикасности нуклеарне експлозије и коришћена је много година касније.
Енергија ударног таласа мерена је великим бројем сензора који су користили различите физичке принципе. Пиезоелектрични мерачи експлозије су премашили скалу и нису добијени записи. Мерење снаге експлозије преко вишка брзине (прецизно мерење брзине звука на месту експлозије, а затим поређење са брзином ударног таласа) пружило је међу најтачнијим мерењима притиска експлозије. Друга метода била је употреба мерача са алуминијумском дијафрагмом дизајнираних да забележе вршни притисак ударног таласа. Они су показали енергију експлозије од 99 kt (410 TJ) ± 10 kt (42 TJ). Допуњени су великим бројем других типова механичких мерача притиска. И само један од њих дао је разуман резултат од око 10 kt (42 TJ). Ферми је спровео сопствени експеримент да измери енергију ослобођену као експлозију. Касније се присетио:
Око 40 секунди након експлозије, ваздушни удар је стигао до мене. Покушао сам да проценим његову снагу бацајући мале комаде папира са висине од око шест стопа пре, током и након проласка ударног таласа. Пошто у то време није било ветра, могао сам врло јасно да посматрам и заправо измерим померање комада папира који су падали док је удар пролазио. Померај је био око 2 1/2 метра, што сам у то време проценио да одговара експлозији коју би произвело десет хиљада тона Т.Н.Т.-а.
| Савремена фундаментална физика, подаци из теста Тринити и други, резултирали су следећом укупном фракционацијом енергије експлозије и топлотне енергије која је посматрана за фисионе детонације близу нивоа мора |     |
| Експлозија | 50% |
| Топлотна енергија | 35% |
| Почетно јонизујуће зрачење | 5%  |
| Преостала радиоактивна радијација | 10% |

Такође је било неколико детектора гама зрака и неутрона; неколико их је преживело експлозију, а сви мерачи унутар 200 ft (61 m) од нулте тачке су уништени, али је прикупљено довољно података да се измери компонента гама зрачења ослобођеног јонизујућег зрачења.
Постављено је око педесет различитих камера, које су снимале покретне и статичне фотографије. Специјалне Fastax камере које су снимале 10.000 слика у секунди забележиле би ситне детаље експлозије. Спектрографске камере би забележиле таласне дужине светлости коју је емитовала експлозија, а камере са рупицом би забележиле гама зраке. Ротирајући бубањски спектрограф на станици удаљеној 10.000 yd (9.100 m) би добио спектар током прве стотинке секунде. Други, спорији, пратио би ватрену куглу. Камере су биле смештене у бункерима на само 800 yd (730 m) од торња, заштићене челиком и оловним стаклом, и монтиране на санке тако да су могле бити извучене оловом обложеним тенком. Неки посматрачи су донели сопствене камере упркос обезбеђењу. Сегре је довео Џека Ејбија са његовим 35 мм Perfex 44. Он је снимио једину добро експонирану фотографију у боји детонације експлозије. Званична процена укупне снаге бомбе Тринити, која укључује енергију компоненте експлозије заједно са доприносима од светлосног излаза експлозије и оба облика јонизујућег зрачења, износи 21 kt (88 TJ), од чега је око 15 kt (63 TJ) допринела фисија плутонијумског језгра, а око 6 kt (25 TJ) фисија тампера од природног уранијума. Поновна анализа података објављена 2021. године проценила је снагу на 248 ± 2 kt (1.037,6 ± 8,4 TJ).
Као резултат прикупљених података о величини експлозије, висина детонације за бомбардовање Хирошиме постављена је на 1.885 ft (575 m) како би се искористио ефекат појачања експлозије Маховог стабла. Коначна висина експлозије у Нагасакију била је 1.650 ft (500 m) тако да је Махово стабло почело раније. Сазнање да имплозија функционише навело је Опенхајмера да препоручи Гроувсу да се уранијум-235 који се користи у оружју топовског типа Малишан може економичније користити у имплозионом оружју типа Дебељко које садржи композитно језгро са плутонијумом и обогаћеним уранијумом. Било је прекасно да се то уради са првим Малишаном, али композитна језгра ће ускоро ући у производњу.

### Детекција од стране цивила
Светлост од теста била је видљива чак до Амарила, Тексас, удаљеног 280 mi (450 km) и преко планинског венца од Тринитија. Друга ваздухопловна снага издала је саопштење за штампу са насловном причом коју је Гроувс припремио недељама раније, у којој је експлозија описана као случајно уништење магацина у бази. Саопштење, које је написао Лоренс, гласило је:
Аламогордо, Н.М., 16. јул
Командант ваздухопловне базе Аламогордо дао је данас следећу изјаву: "Примљено је неколико упита у вези са јаком експлозијом која се догодила јутрос на резервату ваздухопловне базе Аламогордо. Експлодирао је удаљени магацин муниције који је садржавао значајну количину високог експлозива и пиротехнике. Није било губитка живота нити повређених, а имовинска штета изван магацина експлозива била је занемарљива. Временски услови који утичу на садржај гасних граната које су експлодирале могу учинити пожељним да Војска привремено евакуише неколико цивила из њихових домова."
 Лоренс је припремио четири саопштења, покривајући исходе од насловне приче за успешан тест (она која је коришћена) до катастрофалних сценарија који укључују озбиљну штету околним заједницама, евакуацију оближњих становника и место за имена погинулих. Како је Лоренс био сведок теста, знао је да би последње саопштење, ако буде искоришћено, могло бити његова сопствена читуља. Новински чланак објављен истог дана навео је да је „експлозија виђена и осећена широм подручја које се протеже од Ел Паса до Силвер Ситија, Галупа, Сокора и Албукеркија.“ Чланци су се појавили у Новом Мексику, али су их новине са Источне обале игнорисале, а локални становници који су видели светлост прихватили су прикривену причу.
Информације о Тринити тесту објављене су убрзо након бомбардовања Хирошиме. Смитов извештај, објављен 12. августа 1945, дао је неке информације о експлозији, а издање које је објавио Princeton University Press неколико недеља касније укључило је саопштење за штампу Ратног одељења о тесту као Додатак 6 и садржало је чувене слике „луковичасте“ ватрене лопте Тринитија.

### Званична обавештења
Резултати теста пренети су секретару рата Хенрију Л. Стимсону на Потсдамској конференцији у Немачкој у кодираној поруци од његовог помоћника Џорџа Л. Харисона:
Оперисано јутрос. Дијагноза још није потпуна, али резултати изгледају задовољавајући и већ премашују очекивања. Локално саопштење за штампу неопходно јер се интересовање протеже на велику удаљеност. Др Гровс задовољан. Он се враћа сутра. Обавештаваћу вас.
Порука је стигла у „Малу Белу кућу“ у потсдамском предграђу Бабелсберг, и одмах је однета Труману и државном секретару Џејмсу Ф. Бернсу. Харисон је послао накнадну поруку која је стигла ујутру 18. јула:
Доктор се управо вратио, веома ентузијастичан и уверен да је мали дечак снажан као и његов велики брат. Светлост у његовим очима видљива одавде до Хајхолда, а његове вриске могао сам чути одавде до моје фарме.
Будући да се Стимсонова летња кућа у Хајхолду налазила на Лонг Ајленду, а Харисонова фарма близу Апервила, Вирџинија, то је указивало да се експлозија могла видети са 250 mi (400 km) и чути са 50 mi (80 km).
Три дана касније, 21. јула, извештај од 13 страна који је написао Гровс стигао је у Потсдам путем курира. У њему је писало:
У 05:30, 16. јула 1945, у удаљеном делу ваздухопловне базе Аламогордо, Нови Мексико, извршен је први тест пуног обима атомске фисионе бомбе имплозионог типа. По први пут у историји догодила се нуклеарна експлозија. И каква експлозија!  Тест је био успешан изнад најоптимистичнијих очекивања било кога.
Даље се процењивао принос теста (15-20 килотона) и живописно описивали ефекти. Стимсон је однео извештај Труману, који је био „изузетно охрабрен њиме“. Винстон Черчил, који је истог дана приметио Труманов новостечени самоуверени приступ Совјетима, закључио је да је он постао „промењен човек“ као резултат вести. 

### Радиоактивне падавине
Филмски беџеви који су коришћени за мерење изложености радиоактивности показали су да ниједан посматрач на Н-10.000 није био изложен више од 0,1 рендгена (половина препоручене дневне границе изложености зрачењу од стране Националног савета за заштиту од зрачења и мерења), али је склониште евакуисано пре него што је радиоактивни облак могао да га досегне. Експлозија је била ефикаснија него што се очекивало, а термални узгон је подигао већину облака довољно високо да је мало падавина пало на место теста. Ипак, фисија је потрошила само 1,4 kg (3 lb) од 5,9 kg (13 lb) плутонијума, остављајући 4,5 kg (10 lb) да се распрши кроз атмосферу и као падавине. Кратер је био далеко радиоактивнији него што се очекивало због формирања тринитита, а посаде два оловом обложена тенка Шерман биле су изложене значајној радијацији. Андерсонов дозиметар и филмски беџ забележили су 7 до 10 рендгена, а један од возача тенка, који је направио три путовања, забележио је 13 до 15 рендгена.
Најтежа контаминација падавинама изван ограничене тестне зоне била је 30 mi (48 km) од тачке детонације, на Чупадера Меси. Тамошње падавине су се, како је извештено, спустиле у виду беле измаглице на стоку у том подручју, што је резултирало локалним бета опекотинама и привременим губитком леђне длаке. Закрпе длаке су поново израсле у белој боји. Војска је купила укупно 88 грла стоке од ранчера; 17 најзначајније обележених задржано је у Лос Аламосу, док су остали послати у Оук Риџ на дугорочно посматрање. Реконструкција дозе објављена 2020. године под покровитељством Националног института за рак документовала је да је пет округа у Новом Мексику доживело највећу радиоактивну контаминацију: Гвадалупе, Линколн, Сан Мигел, Сокоро и Торанс. Људи који су живели у околном подручју близу локације нису били свесни пројекта и касније нису укључени у подршку према Закону о компензацији за изложеност зрачењу из 1990. за погођене „даунвиндерсе“ који се бавио озбиљним здравственим проблемима заједнице који су резултат сличних тестова спроведених на Полигону за тестирање у Невади. Напори у Конгресу да се становници Новог Мексика додају популацији обухваћеној законом настављени су 2024. godine. У августу 1945, убрзо након бомбардовања Хирошиме, компанија Кодак приметила је мрље и замагљивање на свом филму, који је у то време обично био пакован у картонске контејнере. Џ. Х. Веб, запослени у компанији Кодак, проучио је случај и закључио да контаминација мора долазити из нуклеарне експлозије негде у Сједињеним Државама. Одбацио је могућност да је одговорна бомба из Хирошиме због временског следа догађаја. Врућа тачка падавина контаминирала је речну воду коју је фабрика папира у Индијани користила за производњу картонске пулпе од кукурузних љуски. Свестан озбиљности свог открића, Веб је ову тајну чувао до 1949.
Овај инцидент, заједно са наредним континенталним тестовима у САД 1951. године, поставио је преседан. У каснијим атмосферским нуклеарним тестовима на полигону у Невади, званичници Комисије за атомску енергију Сједињених Држава давали су фотографској индустрији мапе и прогнозе потенцијалне контаминације, као и очекиване дистрибуције падавина, што им је омогућило да купују неконтаминиране материјале и предузимају друге заштитне мере.

## Локација данас
У септембру 1953, око 650 људи присуствовало је првом дану отворених врата на локацији Тринити. Посетиоцима је дозвољено да виде подручје нулте тачке и Мекдоналд ранч кућу. Више од седамдесет година након теста, преостала радијација на локацији била је око десет пута виша од нормалног позадинског зрачења у том подручју. Количина радиоактивне изложености примљене током једночасовне посете локацији је око половине укупне изложености зрачењу коју одрасла особа у САД прими у просечном дану из природних и медицинских извора.
Дана 21. децембра 1965, локација Тринити површине 51.500-acre (20.800 ha) проглашена је Националним историјским обележјем, а 15. октобра 1966. уписана је у Национални регистар историјских места. Обележје укључује базни камп где су научници и помоћно особље живели, нулту тачку где је бомба постављена за експлозију, и Мекдоналд ранч кућу, где је састављено плутонијумско језгро бомбе. Један од старих инструментацијских бункера видљив је поред пута западно од нулте тачке. Унутрашња овална ограда додата је 1967, а бодљикава жичана ограда која повезује спољну ограду са унутрашњом завршена је 1972. Споменик Тринити, обелиск од грубог вулканског камена висок око 12 ft (3,7 m), означава хипоцентар експлозије. Подигло га је војно особље 1965. године користећи локално камење узето са западне границе полигона. Специјална тура по локацији 16. јула 1995. (обележавајући 50. годишњицу теста Тринити) привукла је 5.000 посетилаца. Од тада, локација је отворена за јавност првих субота у априлу и октобру.

## Галерија
- Посетиоци локације Тринити 1995. године за 50. годишњицу
- Историјски маркер локације Тринити, 2008
- Остаци Џамба, 2010
- Тринитит
- Крупан план плоче на обелиску, 2018
- Изложбени сто са тринититом, 2018
- Знак упозорења против уклањања тринитита, 2018
- Људи се окупљају око споменика на нултој тачки, 2018
- Оклоп атомске бомбе после Другог светског рата, скоро идентичан оклопу бомбе „Дебељко“ коришћене изнад Нагасакија

## У популарној култури
Тест Тринити приказан је у различитим медијским форматима, укључујући документарне филмове и драматизације. Године 1946, 18-минутни документарац под називом Атомска снага продуцирала је компанија Time Inc. под банером The March of Time и приказан је у биоскопима. У њему су се појавиле многе особе укључене у пројекат, укључујући Џ. Роберта Опенхајмера и Ернеста Лоренса, као глумци у реконструкцијама стварних дискусија и догађаја који су довели до теста Тринити.‍:291–296 Године 1947, докудрама под називом Почетак или крај пратила је развој нуклеарног оружја и приказала тест Тринити. Године 1980, телевизијска драмска минисерија под називом Опенхајмер, копродукција BBC-ја и америчке телевизијске станице WGBH-TV, емитована је у седам епизода на BBC Two. Тест Тринити је приказан у петој епизоди. Почетком 1981, објављен је документарац под називом Дан после Тринитија, који се детаљно фокусира на догађаје теста Тринити. Године 1989, играни филм под називом Дебељко и Дечачић приказао је тест Тринити. Два документарца, Trinity and Beyond и Бомба, објављена су 1995. и 2015. године. Трећа сезона серије Твин Пикс из 2017. године истакнуто приказује фантастичан приказ теста Тринити као део флешбека у осмој епизоди, пружајући индиректну причу о пореклу главног антагонисте серије, БОБ-а. Кристофер Нолан, редитељ филма Опенхајмер из 2023. године, назвао је тест Тринити „тачком ослонца око које се окреће цела прича [филма]“. Избегао је приказивање експлозије путем рачунарски генерисаних слика, уместо тога користећи практичне ефекте: након што је снимљена релативно мала експлозија (користећи бензин, пропан, алуминијумски прах и магнезијум), принудна перспектива је коришћена да би се гледаоцима дао утисак експлозије величине Тринитија. Популарност филма донела је ново интересовање за претходне медијске приказе теста Тринити, као што је Дан после Тринитија.

## Цитати
1. ↑  Szasz 1992, стр. 3–8.
2. ↑  Jones 1985, стр. 30–31.
3. ↑  Jones 1985, стр. 76.
4. ↑  Jones 1985, стр. 63.
5. ↑  Jones 1985, стр. 8–10, 28–29.
6. ↑  Jones 1985, стр. 522–523, 535–537.
7. ↑  Jones 1985, стр. 508–509.
8. ↑  Baker, Hecker & Harbur 1983, стр. 142.
9. ↑  Hoddeson et al. 1993, стр. 235–239.
10. ↑  Hoddeson et al. 1993, стр. 240–242.
11. ↑  Hoddeson et al. 1993, стр. 130–138.
12. ↑  Hoddeson et al. 1993, стр. 245–247.
13. 1 2 3  Hoddeson et al. 1993, стр. 174–175.
14. ↑  Norris 2002, стр. 395.
15. ↑  Donne 1896, стр. 211–212.
16. ↑  Donne 1896, стр. 165.
17. ↑  Rhodes 1986, стр. 571–572.
18. 1 2 3  Hawkins, Truslow & Smith 1961, стр. 266.
19. 1 2  Jones 1985, стр. 478.
20. 1 2  Bainbridge 1976, стр. 4.
21. ↑  Hawkins, Truslow & Smith 1961, стр. 269–270.
22. 1 2 3  Bainbridge 1976, стр. 3.
23. ↑  „Trinity Site”. White Sands Missile Range. Архивирано из оригинала 6. август 2007. г. Приступљено 16. јул 2007. „GPS Coordinates for obelisk (exact GZ) = N33.40.636 W106.28.525”
24. ↑  „White Sands Missile Range Fact Sheet” (PDF). NASA. Архивирано (PDF) из оригинала 24. фебруар 2017. г. Приступљено 29. јул 2023.
25. 1 2  „U.S. lawmakers move urgently to recognize survivors of the first atomic bomb test”. National Geographic. 21. септембар 2021. Архивирано из оригинала 21. јул 2023. г. Приступљено 2. август 2023.
26. 1 2  Hoddeson et al. 1993, стр. 311.
27. ↑  „Trinity Site History: A copy of the brochure given to site visitors”. Ракетни полигон Вајт Сендс, Војска Сједињених Америчких Држава. Архивирано из оригинала 31. август 2014. г. Приступљено 11. септембар 2014.
28. ↑  „McDonald, David G”. New Mexico Farm & Ranch Heritage Museum. Архивирано из оригинала 11. септембар 2014. г. Приступљено 11. септембар 2014.
29. ↑  Bainbridge 1975, стр. 40.
30. 1 2  „Building a test site”. atomicarchive.com. Архивирано из оригинала 2. јул 2014. г. Приступљено 23. август 2014.
31. ↑  Jones 1985, стр. 481.
32. ↑  Wellerstein, Alex (2015-07-16). „The Light of Trinity, the World's First Nuclear Bomb”. The New Yorker (на језику: енглески). ISSN 0028-792X. Приступљено 2024-11-22.
33. ↑  Jones 1985, стр. 480.
34. 1 2 3 4  Bainbridge 1975, стр. 41.
35. ↑  Bainbridge 1975, стр. 42.
36. 1 2 3  Hoddeson et al. 1993, стр. 366–367.
37. 1 2  Bainbridge 1975, стр. 43.
38. 1 2  „Jumbo”. atomicarchive.com. Архивирано из оригинала 10. октобар 2014. г. Приступљено 23. август 2014.
39. 1 2  „Moving "Jumbo" at the Trinity Test Site”. Brookings Institution Press. Архивирано из оригинала 30. мај 2013. г. Приступљено 7. фебруар 2013.
40. 1 2 3  Jones 1985, стр. 512.
41. 1 2  Bainbridge 1976, стр. 5.
42. ↑  Fraikor 2021, стр. 100.
43. ↑  Fraikor 2021, стр. 102–106.
44. ↑  „Trinity History”. White Sands Missile Range. Архивирано из оригинала 16. март 2022. г. Приступљено 26. септембар 2021.
45. ↑  Walker, Raymond L. (1950). 100-ton Test: Piezo Gauge Measurements. U.S. Atomic Energy Commission, Technical Information Division. стр. 1.
46. ↑  Loring, William S. (2019). Birthplace of the Atomic Bomb: A Complete History of the Trinity Test Site. Jefferson, North Carolina: McFarland & Company, Inc., Publishers. стр. 133. ISBN 978-1-4766-3381-7.
47. ↑  Bainbridge 1975, стр. 41, 58.
48. 1 2  Hoddeson et al. 1993, стр. 360–362.
49. ↑  Bainbridge 1976, стр. 11.
50. 1 2 3  Bainbridge 1976, стр. 9.
51. 1 2  Dvorak 2013, стр. 9–10.
52. 1 2  Bainbridge 1976, стр. 12.
53. ↑  „Robert F. Christy”. Atomic Heritage Foundation. Архивирано из оригинала 13. октобар 2014. г. Приступљено 8. новембар 2014.
54. 1 2  Hoddeson et al. 1993, стр. 307–308.
55. ↑  Hawkins, Truslow & Smith 1961, стр. 228.
56. 1 2 3  Coster-Mullen 2012, стр. 47–53.
57. 1 2  Christy, Robert. „Constructing the Nagasaki Atomic Bomb”. Web of Stories. Архивирано из оригинала 10. октобар 2014. г. Приступљено 12. октобар 2014.
58. ↑  Hoddeson et al. 1993, стр. 293.
59. ↑  Hoddeson et al. 1993, стр. 270–271, 293–294.
60. ↑  Wellerstein, Alex. „Christy's Gadget: Reflections on a death”. Restricted Data: The Nuclear Secrecy Blog. Архивирано из оригинала 11. октобар 2014. г. Приступљено 7. октобар 2014.
61. ↑  „Hans Bethe 94 – Help from the British, and the 'Christy Gadget'”. Web of Stories. Архивирано из оригинала 4. април 2020. г. Приступљено 12. октобар 2014.
62. ↑  „The drama of plutonium”. Nuclear Engineering International. 2005. Архивирано из оригинала 15. септембар 2010. г. Приступљено 25. јануар 2010.
63. ↑  Hawkins, Truslow & Smith 1961, стр. 256–257.
64. ↑  Wellerstein, Alex. „The third core's revenge”. Restricted Data: The Nuclear Secrecy Blog. Архивирано из оригинала 7. април 2014. г. Приступљено 4. април 2014.
65. ↑  Smith, Cyril S.; Sanger, S.L. (1986). „Cyril S. Smith's Interview”. The Voices of the Manhattan Project and National Museum of Nuclear Science and History. Архивирано из оригинала 29. март 2020. г. Приступљено 29. март 2020.
66. 1 2 3  Hoddeson et al. 1993, стр. 365.
67. ↑  Rhodes 1986, стр. 657.
68. ↑  Rhodes 1986, стр. 661–663.
69. ↑  Coster-Mullen 2012, стр. 56–57.
70. 1 2  Rhodes 1986, стр. 654.
71. ↑  Coster-Mullen 2012, стр. 49–50.
72. ↑  Coster-Mullen 2012, стр. 58.
73. ↑  Hoddeson et al. 1993, стр. 370.
74. 1 2  Hoddeson et al. 1993, стр. 368–370.
75. ↑  Hoddeson et al. 1993, стр. 483.
76. ↑  Coster-Mullen 2012, стр. 314.
77. ↑  „Herbert Lehr”. Atomic Heritage Foundation. Архивирано из оригинала 16. јануар 2021. г. Приступљено 8. септембар 2020.
78. ↑  Bainbridge 1976, стр. 15.
79. 1 2  Bainbridge 1976, стр. 25.
80. ↑  Hacker 1987, стр. 90.
81. ↑  Norris 2002, стр. 402.
82. ↑  Bainbridge 1976, стр. 29–30.
83. ↑  Feynman 1985, стр. 134.
84. 1 2 3  Calloway, Larry (јул 1995). „The Nuclear Age's Blinding Dawn”. Albuquerque Journal. Архивирано из оригинала 7. октобар 2018. г. Приступљено 1. фебруар 2019.
85. ↑  Fleming, Brenda (19. јануар 2022). „PHOTO ESSAY: TRINITY SITE”. Приступљено 2024-07-22.
86. 1 2  Rhodes 1986, стр. 656.
87. ↑  „Edward Teller, RIP”. The New Atlantis (3): 105—107. јесен 2003. Архивирано из оригинала 3. март 2016. г. Приступљено 7. јануар 2015.
88. ↑  Rhodes 1986, стр. 668.
89. ↑  Rhodes 1986, стр. 677.
90. ↑  „The atomic bomb test for 'Fat Man' – Hans Bethe”. Web of stories. Архивирано из оригинала 4. април 2020. г. Приступљено 19. октобар 2016.
91. ↑  Rhodes 1986, стр. 664.
92. ↑  Johnson, Mark (22. јул 2023). „How Oppenheimer weighed the odds of an atomic bomb test ending Earth”. The Washington Post. Архивирано из оригинала 22. јул 2023. г. Приступљено 22. јул 2023.
93. ↑  Hamming 1998, стр. 640–650.
94. ↑  „Report LA-602, Ignition of the Atmosphere With Nuclear Bombs” (PDF). Национална лабораторија Лос Аламос. Архивирано (PDF) из оригинала 31. март 2020. г. Приступљено 29. децембар 2013.
95. ↑  Bethe 1991, стр. 30
96. ↑  Lamont 1966, стр. 197.
97. 1 2  Bainbridge 1975, стр. 44.
98. ↑  Hoddeson et al. 1993, стр. 364.
99. ↑  „Countdown” (PDF). Los Alamos: Beginning of an Era, 1943–1945. Los Alamos Scientific Laboratory. Архивирано (PDF) из оригинала 26. август 2014. г. Приступљено 24. август 2014.
100. ↑  Norris 2002, стр. 404.
101. ↑  Dvorak 2013, стр. 11–13.
102. ↑  Gutenberg 1946, стр. 327–330.
103. 1 2  Selby, Hugh D.; Hanson, Susan K.; Meininger, Daniel; Oldham, Warren J.; Kinman, William S.; Miller, Jeffrey L.; Reilly, Sean D.; Wende, Allison M.; Berger, Jennifer L.; Inglis, Jeremy; Pollington, Anthony D.; Waidmann, Christopher R.; Meade, Roger A.; Buescher, Kevin L.; Gattiker, James R.; Vander Wiel, Scott A.; Marcy, Peter W. (11. октобар 2021). „A New Yield Assessment for the Trinity Nuclear Test, 75 Years Later”. Nuclear Technology. 207 (sup1): 321—325. Bibcode:2021NucTe.207S.321S. ISSN 0029-5450. S2CID 244134027. arXiv:2103.06258 . doi:10.1080/00295450.2021.1932176.
104. ↑  Parekh et al. 2006, стр. 103–120.
105. ↑  Hermes, Robert E.; Strickfaden, William B.; Eckles, Jim (2005). „A New Look at Trinitite” (PDF). Nuclear Weapons Journal (2): 2—7. Архивирано (PDF) из оригинала 19. октобар 2020. г. Приступљено 15. септембар 2020.
106. ↑  Smyth 1945, стр. 247–254.
107. ↑  „Ralph Smith's eyewitness account of the Trinity trip to watch blast”. White Sands Missile Range, Public Affairs Office. Архивирано из оригинала 4. септембар 2014. г. Приступљено 24. август 2014.
108. ↑  Рут Х. Хауз; Каролин Л. Херценберг (2003). Their Day in the Sun: Women of the Manhattan Project. Temple University Press. стр. 51,56. ISBN 9781592131921.
109. ↑  Reed, Bruce Cameron (2019). The History and Science of the Manhattan Project. Springer Science. стр. 351. ISBN 978-3-662-58174-2. Архивирано из оригинала 28. септембар 2023. г. Приступљено 7. октобар 2020.
110. ↑  „Chronology on Decision to Bomb Hiroshima and Nagasaki”. Архивирано из оригинала 27. август 2009. г. Приступљено 30. новембар 2006.
111. ↑  Groves 1962, стр. 325–326.
112. ↑  Jones 1985, стр. 554.
113. ↑  Laurence 1946, стр. 14.
114. ↑  Monk 2012, стр. 456–457.
115. ↑  „Bhagavad Gita XI.12”. Gita Supersite by Indian Institute of Technology Kanpur. 2. септембар 2017. Архивирано из оригинала 4. август 2023. г. Приступљено 22. новембар 2019.
116. 1 2  „J. Robert Oppenheimer on the Trinity test (1965)”. Atomic Archive. Архивирано из оригинала 16. мај 2008. г. Приступљено 26. април 2023.
117. ↑  „Chapter 11. The Universal Form, text 32”. Bhagavad As It Is. Архивирано из оригинала 17. новембар 2012. г. Приступљено 24. октобар 2012.
118. ↑  „The Eternal Apprentice”. Time. 8. новембар 1948. Архивирано из оригинала 16. децембар 2013. г. Приступљено 6. март 2011.
119. ↑  Jungk 1958, стр. 201.
120. ↑  Hijiya 2000, стр. 123–124.
121. ↑  Calloway, Larry (10. мај 2005). „The Trinity Test: Eyewitnesses”. Архивирано из оригинала 18. октобар 2005. г.
122. ↑  Widner 2009, стр. 10–24.
123. ↑  Hoddeson et al. 1993, стр. 376.
124. ↑  Hoddeson et al. 1993, стр. 359.
125. ↑  Hoddeson et al. 1993, стр. 375–376.
126. ↑  „Trinity Test, July 16, 1945, Eyewitness Accounts – Enrico Fermi”. Gene Dannen. Архивирано из оригинала 4. новембар 2014. г. Приступљено 4. новембар 2014.
127. ↑  „Chapter 3 Effects of Nuclear Explosions Section I – General”. Архивирано из оригинала 11. јануар 2016. г. Приступљено 29. октобар 2015.
128. ↑  „"Nuclear Events and Their Consequences"” (PDF).. Borden Institute. " отприлике 82% фисионе енергије се ослобађа као кинетичка енергија два велика фисиона фрагмента. Ови фрагменти, будући да су масивне и високо наелектрисане честице, лако интерагују са материјом. Они брзо преносе своју енергију на околне материјале оружја, који се брзо загревају"
129. ↑  „Nuclear Engineering Overview” (PDF). Technical University Vienna. Архивирано из оригинала (PDF) 15. мај 2018. г. Различите енергије емитоване по фисионом догађају, стр. 4. 167 MeV се емитује путем одбојне електростатичке енергије између два кћерка-језгра, што поприма облик кинетичке енергије фисионих фрагмената; ова кинетичка енергија резултира каснијим ефектима експлозије и топлоте. 5 MeV се ослобађа у тренутном или почетном гама зрачењу, 5 MeV у тренутном неутронском зрачењу (99,36% укупног), 7 MeV у одложеној неутронској енергији (0,64%) и 13 MeV у бета распаду и гама распаду (преостала радијација).
130. ↑  Widner 2009, стр. 10–25.
131. ↑  Hoddeson et al. 1993, стр. 375.
132. ↑  Hoddeson et al. 1993, стр. 354–355.
133. ↑  „Fact Sheet – Operation Trinity” (PDF). Defense Threat Reduction Agency. Архивирано из оригинала (PDF) 25. новембар 2014. г. Приступљено 15. новембар 2014.
134. ↑  Wellerstein, Alex (10. новембар 2014). „The Fat Man's uranium”. Restricted Data: The Nuclear Secrecy Blog. Архивирано из оригинала 13. новембар 2014. г. Приступљено 15. новембар 2014.
135. ↑  Hoddeson et al. 1993, стр. 374.
136. ↑  Reassessment of the Atomic Bomb Radiation Dosimetry for Hiroshima and Nagasaki, Radiation Effects Research Foundation, стр. 47, Архивирано из оригинала 24. септембар 2015. г., Приступљено 25. август 2015
137. ↑  Hoddeson et al. 1993, стр. 377.
138. ↑  „Blast Occurs At Alamogordo Air Base”. Clovis News-Journal. 16. јул 1945. стр. 6. Архивирано из оригинала 28. септембар 2023. г. Приступљено 7. јануар 2016.
139. ↑  Norris 2002, стр. 407.
140. 1 2 3  Sweeney 2001, стр. 205–206.
141. ↑  Laurence 1970, стр. 39–41.
142. ↑  Wellerstein, Alex. „Недељни документ #1: Саопштења за штампу о Тринити тесту (мај 1945)”. Restricted Data: The Nuclear Secrecy Blog. Архивирано из оригинала 16. 5. 2021. г. Приступљено 12. 6. 2021.
143. ↑  „Експлозија војне муниције потресла југозападно подручје”. El Paso Herald-Post. 16. 7. 1945. стр. 1. Архивирано из оригинала 28. 9. 2023. г. Приступљено 7. 1. 2016.
144. ↑  Smyth 1945, стр. vii–viii, 138–139, 247–254.
145. 1 2  Jones 1985, стр. 517.
146. 1 2  Alperovitz 1996, стр. 240.
147. ↑  Jones 1985, стр. 518.
148. ↑  Sherwin 1987, стр. 308.
149. ↑  Clarke, R. H.; Valentin, J. (2009). Annals of the ICRP (PDF). ICRP Publication 109. 39 (1): 75—110. S2CID 71278114. doi:10.1016/j.icrp.2009.07.009 http://www.icrp.org/docs/The%20History%20of%20ICRP%20and%20the%20Evolution%20of%20its%20Policies.pdf |url= захтева наслов (помоћ). Архивирано (PDF) из оригинала 8. 5. 2012. г. Приступљено 12. 5. 2012.
150. ↑  „Trinity Test Downwinders”. National Park Service. Архивирано из оригинала 7. 8. 2023. г. Приступљено 9. 8. 2023.
151. ↑  Hacker 1987, стр. 99–101.
152. ↑  „Наука: Атомски отисак”. Тајм. 17. 9. 1945. Архивирано из оригинала 1. 2. 2014. г. Приступљено 16. 3. 2011.
153. ↑  „Привремени извештај пројекта LAHDRA CDC-а – Додатак Н. стр. 17, 23, 37” (PDF). Архивирано из оригинала (PDF) 17. 3. 2014. г.
154. ↑  National Research Council (U.S.). Committee on Fire Research, United States. Office of Civil Defense (1969). National Academies. стр. 248 https://books.google.com/books?id=sDQrAAAAYAAJ&q=%22beta+burns%22&pg=PA248 |url= захтева наслов (помоћ). Архивирано из оригинала 26. 1. 2021. г. Приступљено 7. 10. 2020.
155. ↑  Hacker 1987, стр. 105.
156. ↑  Szasz 1984, стр. 134.
157. ↑  „Студија за процену доза зрачења и ризика од рака који проистичу из изложености радиоактивним падавинама из нуклеарног теста Тринити”. Национални институт за рак. 28. 3. 2014. Архивирано из оригинала 19. 2. 2015. г. Приступљено 17. 9. 2021.
158. ↑  Bouville et al. 2020, стр. 405.
159. ↑  Prokop, Danielle (8. 3. 2024). „Проширење RECA прошло у Сенату САД • Colorado Newsline”. Colorado Newsline (на језику: енглески). Архивирано из оригинала 8. 3. 2024. г. Приступљено 8. 3. 2024.
160. 1 2  Ortmeyer, Pat; Makhijani, Arjun (November—December 1997). „Нека пију млеко”. Bulletin of the Atomic Scientists. Архивирано из оригинала August 20, 2014. г. Приступљено September 22, 2014. Проверите вредност парамет(а)ра за датум: |date= (помоћ) Првобитно објављено под насловом „Горе него што смо знали“.
161. ↑  „Мерил Ајзенбуд из Оук Риџа – Хирошима, Тринити тест, нуклеарно оружје.”. Архивирано из оригинала 5. 3. 2019. г. Приступљено 1. 2. 2019., расправља о Webb, J. H. (1949). Physical Review. 76 (3): 375—380. Bibcode:1949PhRv76..375W Проверите вредност параметра |bibcode= length (помоћ). doi:10.1103/PhysRev.76.375 https://archive.org/details/sim_physical-review_1949-08-01_76_3/page/n53 |url= захтева наслов (помоћ).
162. 1 2  „Споменик на локацији Тринити”. National Science Digital Library. Архивирано из оригинала 29. 9. 2019. г. Приступљено 24. 8. 2014.
163. ↑  „White Sands Missile Range > Trinity Site > Radioactivity”. White Sands Missile Range, Public Affairs Office. 8. 3. 2022. Архивирано из оригинала 16. 3. 2022. г. Приступљено 8. 3. 2022.
164. ↑  Richard Greenwood (14. 1. 1975). „National Register of Historic Places Inventory-Nomination: Trinity Site”. National Park Service. Архивирано из оригинала 5. 3. 2019. г. Приступљено 21. 6. 2009. и „Пратећих 10 фотографија, из 1974”. National Park Service. Архивирано из оригинала 5. 3. 2019. г. Приступљено 24. 8. 2014.
165. ↑  „Trinity Site National Historic Landmark”. National Science Digital Library. Архивирано из оригинала 2. 7. 2014. г. Приступљено 24. 8. 2014.
166. ↑  „Trinity Atomic Website: Jumbo”. Virginia Tech Center for Digital Discourse and Culture. Архивирано из оригинала 15. 2. 2013. г. Приступљено 7. 2. 2013.
167. ↑  Angelo 2004, стр. 601.
168. ↑  „Хронологија: Од каубоја до V-2, до спејс-шатла и ласера”. White Sands Missile Range, Public Affairs Office. Архивирано из оригинала 13. 10. 2014. г. Приступљено 24. 8. 2014.
169. ↑  „Trinity Site”. White Sands Missile Range, Public Affairs Office. Архивирано из оригинала 12. 7. 2015. г. Приступљено 11. 7. 2015.
170. ↑  „WSMR саопштење 36 – Дан отворених врата на локацији Тринити сада два пута годишње” (PDF). White Sands Missile Range, Public Affairs Office. Архивирано из оригинала (PDF) 13. 7. 2015. г. Приступљено 11. 7. 2015.
171. ↑  Fielding, Raymond, The March of Time, 1935–1951. New York: Oxford University Press 1978 hardcover  0-19-502212-2
172. ↑  Taurog, Norman (director) (7. 3. 1947). Почетак или крај (Motion picture) (на језику: енглески). United States: Loews Inc. Архивирано из оригинала 21. 6. 2024. г. Приступљено 6. 12. 2023.
173. ↑  „Пројекат Менхетн у популарној култури”. The National Museum of Nuclear Science and History. Atomic Heritage Foundation. 2. 8. 2017. Архивирано из оригинала 21. 6. 2024. г. Приступљено 6. 12. 2023.
174. ↑  „Опенхајмер”. BBC Genome Project. Архивирано из оригинала 21. 1. 2024. г. Приступљено 6. 12. 2023.
175. 1 2  Tracy, Marc (27. 7. 2023). „Обожаваоци 'Опенхајмера' поново откривају 40 година стар документарац”. The New York Times. Архивирано из оригинала 7. 9. 2023. г. Приступљено 6. 12. 2023.
176. ↑  Kunk, Deborah J. – "'Fat Man' Brings Bomb Alive". St. Paul Pioneer Press. October 20, 1989.
177. ↑  „Trinity and Beyond”. Rotten Tomatoes. Архивирано из оригинала 7. 12. 2023. г. Приступљено 6. 12. 2023.
178. ↑  Genzlinger, Neil (27. 7. 2015). „'Бомба' помаже да се нуклеарке врате у центар пажње на ТВ-у”. The New York Times. Архивирано из оригинала 14. 11. 2023. г. Приступљено 6. 12. 2023.
179. ↑  Miller, Liz Shannon (26. 6. 2017). „'Твин Пикс' Рецензија: 8. део циља на максималну чудност и успева”. IndieWire.
180. ↑  Seitz, Matt Zoller (26. 6. 2017). „Осма епизода Твин Пикса: Повратак је застрашујуће лепа”. Vulture (на језику: енглески).
181. ↑  „'Твин Пикс' Рекапитулација епизоде 8: Дејвид Линч је управо све експлодирао”. W Magazine (на језику: енглески). 26. 6. 2017.
182. ↑  Collis, Clark (18. 7. 2023). „Кристофер Нолан нас води у стварање експлозије атомске бомбе у Опенхајмеру”. Entertainment Weekly. Архивирано из оригинала 22. 7. 2023. г. Приступљено 6. 12. 2023.